# Tanjung Baru (Sungai Bahar)
Tanjung Baru is een bestuurslaag in het regentschap Muaro Jambi van de provincie Jambi, Indonesië. Tanjung Baru telt 657 inwoners (volkstelling 2010).